# Football en Islande

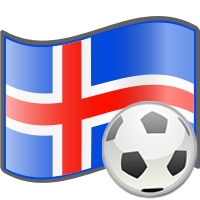
Icône du football islandais

Le football est le sport le plus populaire en Islande. La fédération islandaise gère les compétitions nationales et locales, qui concernent près de 20 000 joueurs et joueuses (sur une population totale d'environ 300 000 personnes). Elle a notamment beaucoup investi dans les infrastructures (complexes indoor, terrains synthétiques) pour que les jeunes Islandais puissent pratiquer leur discipline toute l'année. L'ancien attaquant du FC Barcelone, Eidur Smári Guðjohnsen, est le porte-drapeau du football islandais, puisqu'il a été le premier à remporter la Ligue des champions de l'UEFA, en 2009 et meilleur buteur de l'histoire de la sélection islandaise, ex æquo avec Kolbeinn Sigþórsson.

## Organisation
La Fédération d'Islande de football (ou KSI, Knattspyrnusamband Islands) est l’organisme qui gère le football en Islande. Cette fédération a été créée en 1947. La même année, elle s'affilie à la FIFA et est membre de l'UEFA depuis sa création en 1954. Le siège de la fédération est au Laugardalsvöllur, à Reykjavik.

### Les championnats
Pour chacun des championnats, un nom officiel ou un nom de sponsor est donné. Le nombre de clubs participant à chacun des niveaux est défini à l'avance. Chaque championnat permet en fin de saison de promouvoir au niveau supérieur des clubs et d'en reléguer d'autres au niveau inférieur. 
Le premier du championnat le plus haut est le champion national.
| Niveau | Championnat                                                                                         | Championnat                                                                                         | Championnat                                                                                         | Championnat                                                                                         | Championnat                                                                                         | Championnat                                                                                         | Championnat                                                                                         | Championnat                                                                                         |
| ------ | --------------------------------------------------------------------------------------------------- | --------------------------------------------------------------------------------------------------- | --------------------------------------------------------------------------------------------------- | --------------------------------------------------------------------------------------------------- | --------------------------------------------------------------------------------------------------- | --------------------------------------------------------------------------------------------------- | --------------------------------------------------------------------------------------------------- | --------------------------------------------------------------------------------------------------- |
| 1      | Championnat d'Islande de football Pepsi deildin - (Championnat national) 12 clubs (depuis 2008)     | Championnat d'Islande de football Pepsi deildin - (Championnat national) 12 clubs (depuis 2008)     | Championnat d'Islande de football Pepsi deildin - (Championnat national) 12 clubs (depuis 2008)     | Championnat d'Islande de football Pepsi deildin - (Championnat national) 12 clubs (depuis 2008)     | Championnat d'Islande de football Pepsi deildin - (Championnat national) 12 clubs (depuis 2008)     | Championnat d'Islande de football Pepsi deildin - (Championnat national) 12 clubs (depuis 2008)     | Championnat d'Islande de football Pepsi deildin - (Championnat national) 12 clubs (depuis 2008)     | Championnat d'Islande de football Pepsi deildin - (Championnat national) 12 clubs (depuis 2008)     |
| 2      | Championnat d'Islande de football D2 1. deild karla - (Championnat national) 12 clubs (depuis 2007) | Championnat d'Islande de football D2 1. deild karla - (Championnat national) 12 clubs (depuis 2007) | Championnat d'Islande de football D2 1. deild karla - (Championnat national) 12 clubs (depuis 2007) | Championnat d'Islande de football D2 1. deild karla - (Championnat national) 12 clubs (depuis 2007) | Championnat d'Islande de football D2 1. deild karla - (Championnat national) 12 clubs (depuis 2007) | Championnat d'Islande de football D2 1. deild karla - (Championnat national) 12 clubs (depuis 2007) | Championnat d'Islande de football D2 1. deild karla - (Championnat national) 12 clubs (depuis 2007) | Championnat d'Islande de football D2 1. deild karla - (Championnat national) 12 clubs (depuis 2007) |
| 3      | Championnat d'Islande de football D3 2. deild karla - (Championnat national) 12 clubs (depuis 2008) | Championnat d'Islande de football D3 2. deild karla - (Championnat national) 12 clubs (depuis 2008) | Championnat d'Islande de football D3 2. deild karla - (Championnat national) 12 clubs (depuis 2008) | Championnat d'Islande de football D3 2. deild karla - (Championnat national) 12 clubs (depuis 2008) | Championnat d'Islande de football D3 2. deild karla - (Championnat national) 12 clubs (depuis 2008) | Championnat d'Islande de football D3 2. deild karla - (Championnat national) 12 clubs (depuis 2008) | Championnat d'Islande de football D3 2. deild karla - (Championnat national) 12 clubs (depuis 2008) | Championnat d'Islande de football D3 2. deild karla - (Championnat national) 12 clubs (depuis 2008) |
| 4      | Championnat d'Islande de football D4 3. deild karla - (Championnat national) 10 clubs (depuis 2013) | Championnat d'Islande de football D4 3. deild karla - (Championnat national) 10 clubs (depuis 2013) | Championnat d'Islande de football D4 3. deild karla - (Championnat national) 10 clubs (depuis 2013) | Championnat d'Islande de football D4 3. deild karla - (Championnat national) 10 clubs (depuis 2013) | Championnat d'Islande de football D4 3. deild karla - (Championnat national) 10 clubs (depuis 2013) | Championnat d'Islande de football D4 3. deild karla - (Championnat national) 10 clubs (depuis 2013) | Championnat d'Islande de football D4 3. deild karla - (Championnat national) 10 clubs (depuis 2013) | Championnat d'Islande de football D4 3. deild karla - (Championnat national) 10 clubs (depuis 2013) |
| 5      | Championnat d'Islande de football D5 Groupe A 4. deild karla - (Championnat régional) 7 clubs       | Championnat d'Islande de football D5 Groupe A 4. deild karla - (Championnat régional) 7 clubs       | Championnat d'Islande de football D5 Groupe B 4. deild karla - (Championnat régional) 8 clubs       | Championnat d'Islande de football D5 Groupe B 4. deild karla - (Championnat régional) 8 clubs       | Championnat d'Islande de football D5 Groupe C 4. deild karla - (Championnat régional) 7 clubs       | Championnat d'Islande de football D5 Groupe C 4. deild karla - (Championnat régional) 7 clubs       | Championnat d'Islande de football D5 Groupe D 4. deild karla - (Championnat régional) 7 clubs       | Championnat d'Islande de football D5 Groupe D 4. deild karla - (Championnat régional) 7 clubs       |

### Historique des compétitions nationales
- 1912 : Création du championnat national. Trois clubs, tous de Reykjavik prennent part à cette édition inaugurale. Le KR Reykjavik devient la première équipe à inscrire son nom au palmarès.
- 1955 : Mise en place de la deuxième division et du système de promotion-relégation (le champion de 2.deild prend la place du dernier de 1.deild à l'issue de la saison).
- 1966 : Création de la troisième division nationale (3.deild).
- 1982 : Création de la quatrième division nationale (4.deild). C'est le plus bas niveau comportant une poule unique nationale.
- 2013 : Réforme du système pyramidal des championnats avec la création d'une cinquième division, comportant des groupes régionaux, une première dans les compétitions domestiques.

### Autres compétitions
- La Coupe d'Islande de football est organisée depuis 1960. Elle regroupe les clubs des cinq divisions nationales du pays et est disputée de mai à octobre, avec une finale traditionnellement jouée au Laugardalsvöllur. Le vainqueur se qualifie pour la Ligue Europa.
- La Coupe de la Ligue islandaise de football est une compétition réservée aux clubs des deux premières divisions nationales. Contrairement à la Coupe d'Islande, elle comporte une première phase de poules avant de s'achever avec des rencontres à élimination directe à partir des quarts de finale.
- La Supercoupe d'Islande, jouée depuis 1969, voit s'affronter le champion d'Islande et le vainqueur de la Coupe d'Islande. C'est traditionnellement le match qui inaugure la saison, avant le début du championnat.

## Genèse du football en Islande
Le football arrive en Islande tout à la fin du XIXe siècle. Le plus vieux club du pays, le KR Reykjavik, est fondé dès 1899. Le premier championnat d'Islande, l'Úrvalsdeild, a lieu en 1912. Il met aux prises trois équipes, puisqu'au KR se joignent le Fram Reykjavik et l'ÍB Vestmannaeyja. Jusqu'en 1929, trois clubs se partagent les titres de champion: Fram Reykjavik (10 titres), KR Reykjavik (6 titres) et Víkingur Reykjavik (2 titres).
Les clubs commencent à se structurer au sortir de la première guerre mondiale et pendant les années 1920, notamment le KR. Parmi les premiers meilleurs buteurs du championnat, Friðþjófur Thorsteinsson joue déjà à l'étranger. En 1930, un quatrième club de la capitale, le Valur Reykjavik, décroche son premier championnat.
Durant les années 1930, plusieurs clubs étrangers viennent disputer des matchs sur le sol islandais. Ces tournées les opposes aux meilleurs clubs de l'époque (ceux qui se disputent le championnat de première division, en somme): Fram Reykjavik, KR Reykjavik, Valur Reykjavik, Vikingur Reykjavik. Ces mêmes clubs font le chemin inverse et commencent à se tester face à des clubs du continent européen. Là, il arrive que ces clubs se mélangent afin d'opposer une résistance plus solide. Ces "super-équipes" connaissent des fortunes diverses, aux cours de tournées au Danemark, en Norvège et en Allemagne et aux Féroé. C'est lors de la première tournée aux îles Féroé en 1930 qu'a lieu ce qui peut s'apparenter au premier match de l'équipe nationale islandaise. En effet, une sélection de quinze joueurs islandais (dont deux d'entre eux se succéderont à la tête de la fédération vingt ans plus tard) fait le voyages jusqu'à l'île voisine, affrontant d'abord un club local. Le second match les oppose à une sélection des meilleurs joueurs féroïens.
L'Islande, qui aligne Jón Karel Kristbjörnsson, Sigurjón Jónsson, Sigurður Halldórsson, Jón Oddsson, Daníel Stefánsson, Hrólfur Benediktsson, Þorsteinn Einarsson, Hans Kragh, Jón Eiríksson, Gísli Guðmundsson et Agnar Breiðfjörð remporte la confrontation 1-0, grâce à un but de Þorsteinn Einarsson. Les quatre autres joueurs présents étaient Björgvin Schram, Hólmgeir Jónsson, Tómas Pétursson et Þórir Kjártansson . Ce match constitue donc le premier affrontement entre les deux sélections. Néanmoins, aucune des deux îles n'étant indépendante à l'époque, la rencontre n'est pas considérée comme un match officiel.
À la même époque, quelques entraîneurs étrangers débarquent en Islande, apportant leur savoir-faire. Ainsi, Murdo McDougall est champion avec Valur en 1936, 1937 et 1938.

### Football féminin en Islande
Le football féminin en Islande est également organisé par la KSI, la fédération d'Islande de football. La fédération gère le championnat national et l'équipe nationale féminine. C'est le club de Breiðablik Kopavogur qui domine le football féminin en Islande, au contraire de la section masculine (16 titres chez les femmes contre un seul chez les hommes). La sélection islandaise a disputé son premier match officiel en 1981. Si elle n'a pour l'instant jamais participé à une Coupe du monde, elle compte trois apparitions en Championnat d'Europe, avec pour meilleur résultat les quarts de finale (en 1995 et 2013).

## Stades
Le plus grand stade d’Islande est le Laugardalsvöllur, à Reykjavik, avec près de 15 000 places
| #  | Stade                        | Capacité | Ville         | Équipe                                                        |
| -- | ---------------------------- | -------- | ------------- | ------------------------------------------------------------- |
| 1  | Laugardalsvöllur             | 15 000   | Reykjavik     | Équipe nationale (depuis 1960) Fram Reykjavik                 |
| 2  | Kaplakrikavöllur             | 6 000    | Hafnarfjörður | FH Hafnarfjörður                                              |
| 3  | Kópavogsvöllur               | 5 000    | Kópavogur     | HK Kópavogur Breiðablik Kopavogur                             |
| 4  | Akranesvöllur                | 4 850    | Akranes       | ÍA Akranes                                                    |
| 5  | Keflavíkurvöllur             | 4 000    | Keflavík      | ÍBK Keflavík                                                  |
| 6  | Hásteinsvöllur               | 3 540    | Heimaey       | ÍB Vestmannaeyja                                              |
| 7  | Vodafonevöllurinn            | 3 000    | Reykjavik     | Valur Reykjavik                                               |
| 8  | KR-völlur                    | 2 900    | Reykjavik     | KR Reykjavik                                                  |
| 9  | Keppnisvöllur Vikings        | 2 600    | Reykjavik     | Víkingur Reykjavik                                            |
| 10 | Valbjarnarvöllur             | 2 500    | Reykjavik     | Þróttur Reykjavik                                             |
| 11 | Akureyrarvöllur              | 2 000    | Akureyri      | KA Akureyri Thór Akureyri                                     |
| 12 | Garðsvöllur                  | 2 000    | Garður        | Víðir Garður                                                  |
| 13 | Húsavíkurvöllur              | 1 000    | Húsavík       | Völsungur Húsavík                                             |
| 14 | Stjörnuvöllur                | 1 000    | Garðabær      | Ungmennafélagið Stjarnan                                      |
|    | Melavöllur (détruit en 1985) | -        | Reykjavik     | Équipe nationale (jusqu'en 1960) KR Reykjavik (jusqu'en 1984) |

## Les équipes nationales
L'équipe d'Islande de football est la sélection de joueurs de football islandais représentant le pays lors des compétitions internationales sous l'égide de la Fédération d'Islande de football. Ses joueurs sont surnommés « Strákarnir okkar », nos garçons en français.
L'équipe nationale dispute la première rencontre de son histoire en 1930 face aux îles Féroé, match remporté sur le score de un but à zéro. À la suite de l'affiliation de la fédération à la FIFA en 1947 puis à l'UEFA en 1954, la sélection s'engage pour la première fois dans les éliminatoires d'une Coupe du monde en 1957.
Qualifiée pour sa première phase finale d'une compétition internationale à l'occasion de l'Euro 2016, l'équipe dispute ses rencontres à domicile au Laugardalsvöllur, stade de 15 000 places, construit en 1958 et situé dans la capitale, Reykjavik. Elle est entraînée depuis 2012 par le Suédois Lars Lagerbäck. Il est prévu que ce dernier laisse sa place à son ancien adjoint et actuel co-sélectionneur Heimir Hallgrímsson au terme de l'Euro 2016 . Les Islandais ont terminé l'année 2015 au 36e rang mondial selon le Classement FIFA. En 2018 elle se qualifie pour la première fois de son histoire à la coupe du monde; elle tombe dans le groupe de l'Argentine du Nigéria ainsi que de la Croatie.

## Principaux joueurs
Les principaux joueurs sont Eidur Gudjohnsen, Gylfi Sigurdsson, Aron Gunnarsson, Thor Halldorsson, Ragnar Sigurdsson, Johann Berg Gudmundsson, Birkir Bjarnason et Alfred Finnbogason.